# Victrix gracilis
Victrix gracilis là một loài bướm đêm trong họ Noctuidae.